# Die andere Hauptstadt
Die andere Hauptstadt ist ein deutscher Dokumentarfilm von Fritz Illing und Werner Klett aus dem Jahr 1964.

## Handlung
Der Film zeigt Alltagsszenen aus Ost-Berlin, die über die gesamte Länge ohne Kommentarsprecher auskommen. In wenigen Fällen gibt es Schrifttafeln, die Erläuterungen zu den jeweils gezeigten Bildern zeigen. Die Szenen werden untermalt durch Interviews, Reden und Rundfunksendungen, die aber nicht in jedem Fall zum gezeigten Bild passen müssen.
Der Film beginnt am Dimitroffstraße und der darunter liegenden großen Kreuzung mit der Dimitroffstraße, der Schönhauser Allee, der Eberswalder Straße, der Kastanienallee und der Pappelallee. Weiter geht es zum Märkischen Museum mit seiner Kopie des Rolands aus Brandenburg an der Havel. Es folgen Blicke aus verschiedenen Richtungen auf das Rote Rathaus, auf die Alte Nationalgalerie, das im Wiederaufbau befindliche Alte Museum, dem Marstall mit dem Staatsratsgebäude im Hintergrund und ein Rundgang durch das Museum für Deutsche Geschichte. Hier hört man aus dem Off die Stimme Philipp Scheidemanns, wie er von einem Balkon des Reichstagsgebäudes den Zusammenbruch des Deutschen Kaiserreichs verkündete und die Deutsche Republik proklamierte. Es folgt ein Schwenk vom Berliner Dom über den Marx-Engels-Platz, der über den Spreekanal führenden Marx-Engels-Brücke, bis hin zum Zeughaus.
Nun kommt ein längerer Aufenthalt auf dem Alexanderplatz mit dem dazugehörigen S-Bahnhof Berlin Alexanderplatz und verschiedenen U-Bahn-Eingängen, dem Alexanderhaus und dem Berolinahaus. Hier haben auch einige Reisegewerbetreibende ihre Stände aufgebaut. Da auf dem Alexanderplatz mehrere Straßen kreuzen, existiert hier noch ein Kreisverkehr, den auch ein Oberleitungsbus nutzt und der von mehreren Straßenbahnlinien gekreuzt wird. Die Blicke der Kamera gehen, am neuerbauten Haus des Lehrers vorbei, in die Alexanderstraße, wo mehrere neue, zehngeschossige Wohnhäuser zu sehen sind. Es schließen sich Aufnahmen der Veranstaltung eines Großbetriebes an, in der viele Werktätige am Vorabend des Ersten Mai mit Auszeichnungen für die in der Vergangenheit erbrachten Leistungen geehrt werden. In einem dieser Großbetriebe, dem KWO sieht das Filmteam zu, wie Kabel hergestellt werden.
Ein Besuch im Sportforum Hohenschönhausen zeigt Sportler verschiedener Sportarten, die hier trainieren, wozu auch Fechter, Schwimmer, Eiskunstläufer und Boxer gehören. Nach einem Blick in ein Feierabendheim geht es in die Brunnenstraße, in der sich das Deutsche Modeinstitut befindet. Während hier Mannequins fotografiert werden, wird in anderen Räumen des Hauses bereits an der Entwicklung neuer Entwürfe gearbeitet. Gleich gegenüber, an der Ecke Invalidenstraße, befinden sich die, im Zweiten Weltkrieg zerstörte, Kirche St. Elisabeth mit einem gepflegten Vorgarten und ein paar Häuser weiter die beliebte Ackerhalle, mit der ursprünglichen und typischen Markthallenatmosphäre. Auch die Kultur kommt nicht zu kurz, denn ein Ausschnitt aus dem Bertolt-Brecht-Stück Der aufhaltsame Aufstieg des Arturo Ui im Berliner Ensemble zeigt den Schauspieler Ekkehard Schall in der Hauptrolle. Es folgt ein Spaziergang entlang des Boulevards Unter den Linden, der mit einer Rede Joseph Goebbels aus dem Off unterlegt ist, mit der Sowjetischen Botschaft und geht weiter in der Otto-Grotewohl-Straße, vorbei am Haus der Ministerien der DDR, das ehemals als Reichsluftfahrtministerium gebaut wurde, während man die Stimme Adolf Hitlers hört.
Weitere Ziele des Filmteams sind das Sowjetische Ehrenmal im Treptower Park und die Humboldt-Universität zu Berlin. Eine Schülerin berichtet über den Polytechnischen Unterricht, wozu auch die Einführung in die sozialistische Produktion (ESP) und der Unterrichtstag in der sozialistischen Produktion (UTP) gehören. Es folgen Aufnahmen vom Alten Stadthaus und vom Neuen Stadthaus, in dem die Berliner Stadtverordnetenversammlung tagte und in deren Sitzung vom 6. September 1948 kommunistische Demonstranten dafür sorgten, dass die Sitzung abgebrochen werden musste. Das war das Ende der politischen Einheit Berlins. Tondokumente der Tumulte und der Stimme Otto Suhrs werden als Bestätigung des Vorgangs eingespielt.
Aufnahmen vom Zentralflughafen Berlin-Schönefeld zeigen die Aus- und Einreise der Fluggäste, während aus dem Off eine Berichterstattung eines Staatsbesuchs zu hören ist. Als Zubringer für West-Berliner Passagiere zum Flughafen wurde extra eine Busverbindung von und nach West-Berlin eingerichtet. Anschließend werden Aufnahmen gezeigt, die in Kinderkrippen und -gärten gedreht wurden. Weitere Aufnahmen entstehen während der Militärparade der Nationalen Volksarmee (NVA) anlässlich einer Demonstration zum Ersten Mai. Während auf dem Strausberger Platz eine Modenschau stattfindet, wird aus dem Off der Befehl des Militärkommandanten des sowjetischen Sektors von Berlin verlesen, der den Ausnahmezustand im sowjetischen Sektor von Berlin wegen des Aufstands vom 17. Juni 1953 verkündet. Dann folgen Aufnahmen von der Vorbereitung und Durchführung der Maidemonstration über den Marx-Engels-Platz. Doch auch Feste werden gefeiert, wie die Bilder aus einem großen Restaurationsbetrieb zeigen.
Mit mehreren Blicken auf die verfallene Bausubstanz der anderen Hauptstadt könnte dieser Film enden, jedoch wird noch gezeigt, wie neue Wohnungen, aber auch Betonelemente für die Berliner Mauer entstehen. Mit dem Großen Wachaufzug Unter den Linden endet diese Dokumentation.

## Produktion und Veröffentlichung
Die erste nachweisbare Aufführung fand am 12. Oktober 1964 während der Internationalen Filmwoche Mannheim statt. Filmausschnitte und Tondokumente lassen aber vermuten, dass der Film erst 1966 endgültig fertiggestellt wurde.